# 卫生胡

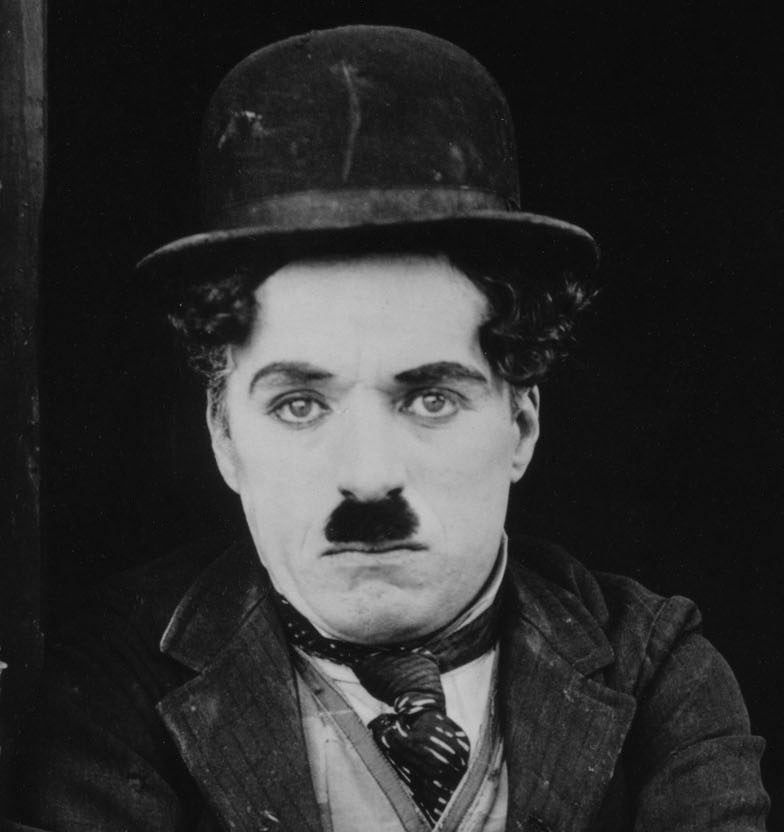
留卫生胡的卓别林，截自他在1921年出演的电影《寻子遇仙记》

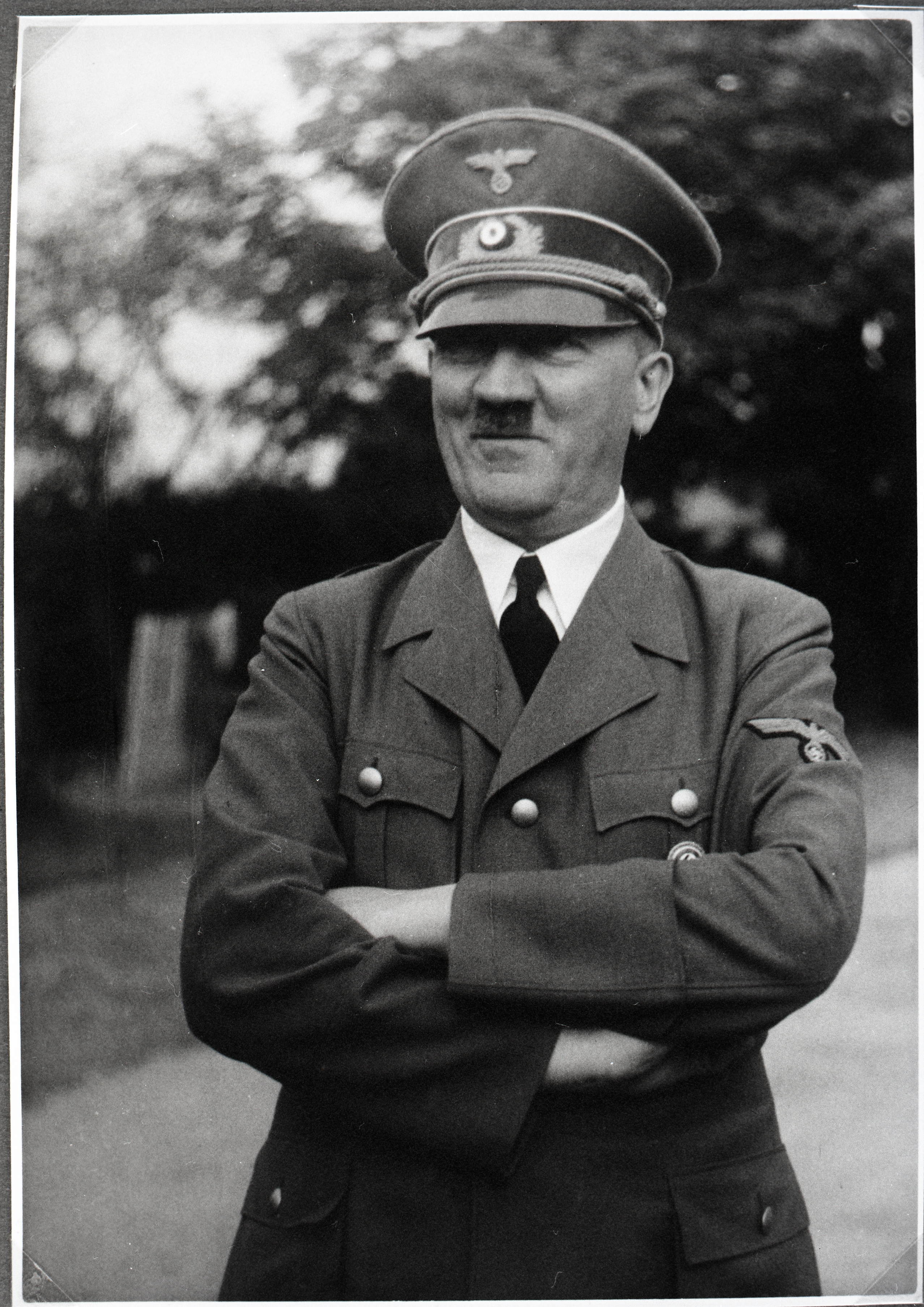
摄于1940年的希特勒，卫生胡是他的主要外貌象征之一

卫生胡是一种胡须造型，除保留唇上鼻下的胡须外，剃去所有其他胡须。胡须两侧多为垂直式样。这种造型起于19世纪的美国。因为当时的工业化进程加快，相比于19世纪同期各种别致或浮夸的胡须造型，这种胡须简洁而便于打理。卓别林自1914年开始使用这种胡须，并很快成为卫生胡的标志性人物之一。卓别林称原因是因为它可以配合表演产生喜剧效果，而胡须又不会因为过大而遮挡面部表情。在传入德国后，卫生胡由于其简洁性迅速替代了原来最为流行“德皇胡”（Kaiserbart，威廉二世的胡须式样），希特拉在年輕時也留著德皇鬍。在二战时，卫生胡容易与希特勒产生关联，因此在納粹德國覆灭之后，卫生胡不再流行。